# Ленч, Леонид Сергеевич
Леонид Ленч (настоящее имя — Леонид Сергеевич Попов, 20 июля [2 августа] 1905, Морозовка, Краснинский уезд, Смоленская губерния, Российская империя — 28 января 1991, Москва, СССР) — русский советский писатель-сатирик, сценарист и драматург, юморист, военный корреспондент, экономист.

## Биография
Родился в семье военного врача в усадьбе Морозовка Краснинского уезда Смоленской губернии. У его отца было здесь небольшое имение. Начальное образование получил в Мерлинской земской школе, затем учился в 3-й петроградской гимназии. Перед Октябрьской революцией, летом 1917 года, семья Поповых переехала из Петрограда на Кубань, к новому месту службы отца.
Дальнейшее образование Леонид получил сначала в Кубанском политехническом институте, а затем — на экономическом факультете Ростовского университета (1925).
Печатался с 1921 года. Работал фельетонистом в газетах Краснодара, Ростова-на-Дону, Ташкента. Сотрудник журналов «Чудак» (1929—1934), «Крокодил».
В конце 1930-х годов активно писал для эстрады. Член СП СССР с 1939 года (рекомендацию написал М. М. Зощенко).
В 1939 году вышла пьеса Бориса Войтехова и Леонида Ленча «Павел Греков». Это была достаточно смелая постановка для того времени. «В пьесе выражен протест против клеветнических объявлений честных людей врагами народа. Павел Греков — мужественный человек, стойкий коммунист, исключённый из партии стараниями врагов и их вольных и невольных пособников. Молодые драматурги Войтехов и Ленч показали борьбу и победу настоящего коммуниста, которого враги хотели сломить и затоптать в грязь».
В 1941—1942 годах — военный корреспондент газеты «На разгром врага» Брянского фронта. Комиссован из армии по состоянию здоровья. В 1943—1945 годах готовил оперативные материалы для газеты «Известия». Член КПСС с 1954 года.
Автор юмористических рассказов, повестей, пьес для театров, сценариев для сатирического киножурнала «Фитиль». Член правления СП РСФСР с 1965 года.
Похоронен на Южном кладбище в Санкт-Петербурге.

## Творчество
«Сатира Ленча всегда поверхностна, конфликты не затрагивают подлинной человеческой проблематики, его „положительный юмор“ даже рассматривался в своё время как проявление теории бесконфликтности».

## Премии
- «Хитрый Пётр» (международная литературная премия) — 1983

## Сборники рассказов, сценарии
- Первая улыбка, 1936
- Пьеса «Павел Греков» (в соавторстве с Б. И. Войтеховым)
- Укрощение строптивых. — М.: Гослитиздат, 1939. — 124 с.
- На чужой земле: [Листовка]. — [Б. м.]: Воениздат НКО СССР, [1942]. — (К советскому населению временно оккупированных немцами областей).
- Осиновый кол: Сатирические рассказы, пьесы, сказки, стихи на германский фашизм / Леонид Ленч; Ил. Н. Радлов. — М.: Советский писатель, 1942. — 60 с.
- Мимолётное виденье: комедия в 1 д. / Л. С. Ленч. — М.: ВУОАП, 1943. — 10 с.
- Три сердца: миниатюра: по заказу ВДНТ имени Крупской / Леонид Ленч; Всесоюзный Дом народного творчества имени Н. К. Крупской. — М.: УОАП, 1943. — 10 с.
- Шура и Шурочка: рассказ / Л. С. Ленч. — М.: ВУОАП, Отдел распространения, 1944. — 10 с.
- Дружеская услуга: [Рассказы] / Леонид Ленч; Ил. Л. Сойфертиса. — М.: [Правда] (типография имени Сталина), 1947. — 63 с. — (Библиотека «Крокодила», № 20).
- Роковая встреча: [рассказ-монолог]. — М.: Цедрам, 1949. — 8 л.
- Юмористические рассказы, 1951.
- Дорогие гости. — М.: Советский писатель, 1954. — 196 с.
- Девушка без адреса: сценарий художественного фильма, 1957.
- Комедии. Сценки. Шутки. — М.: Советский писатель, 1961. — 278 с.
- На грешной земле. — М.: Советский писатель, 1962. — 223 с.
- Чёрные погоны: Повесть / [Ил.: П. Бунин]. — [М.]: Молодая гвардия, 1962. — 119 с.
- От и до: Избранные юмористические рассказы / Л. С. Ленч. — М.: Советский писатель, 1967. — 480 с.
- Речное кино: Рассказы разных лет / [Ил.: Ф. Терлецкий и В. Владимиров]. — М.: Современник, 1973. — 150 с.
- Душевная травма, 1975.
- Встречи на пути. — М.: Современник, 1982. — 224 с.
- Начнём сначала!: маленькие комедии, сценки, шутки / Л. С. Ленч; ред. Н. В. Каминская. — М.: Искусство, 1986. — 173 с.
- Весёлый петух: Оперетта в 3-х д. / Музыка: Старокадомский М. Л. Текст: Л. Ленч; Стихи: Е. Масс. — М.: Музыкальный фонд СССР, 1945. — 180 с.
- Ибрагимов Мирза Аждар оглы. Деревенщина: Комедия в 3 д., 9 карт. / Мирза Ибрагимов; Пер. с азерб. и сцен. ред. Леонида Ленча; Отв. ред. М. Медведева. — М.: Отдел распространения драматических произведений ВУОАП, 1963. — 100 л.
- Костов Ст. Великоманов: Комедия в 3 д. / Ст. Костов; Пер. с болгар. Леонида Ленча и Виктора Лечентова; Стихи в переводе Павла Железнова; Отв. ред. А. Артёмов. — М.: ВУОАП, 1968.
- Зарудный Микола. Рим, 17, до востребования: Комедия в 2 ч. / Микола Зарудный; Пер. с укр. Леонида Ленча; Отв. ред. В. Малашенко. — М.: ВУОАП, 1969. — 74 л.
- Мамедов Алтай Юсиф оглы. По приговору звёзд: Комедия в 3 д., 10 карт. по мотивам повести М. Ф. Ахундова «Обманутые звёзды» / Авториз. пер. с азерб. Леонида Ленча; Отв. ред. М. Ефимов. — М.: ВААП, 1973. — 96 л.